# Dionisi de Calcis
Dionisi de Calcis (en grec antic: Διονύσιος, llatí: Dyonisius) fou un historiador de l'antiga Grècia que va viure, raonablement, cap al segle iv aC, i va escriure una obra que no s'ha conservat.
La seva obra (Kτίσεις, Ktíseis, 'fundacions') tractava sobre la fundació de ciutats, i tenia una extensió de cinc llibres. Sembla que va ser utilitzat per Demetri d'Escepsis, Lisímac d'Alexandria, el pseudo-Escimne i Alexandre Polihistor. La cronologia de Dionisi cal situar-la entre Escílax de Carianda (segle v aC) i Alexandre d'Etòlia (segles iv-iii aC).
Segons un escoli a Apol·loni de Rodes, Dionisi hauria viscut a Atenes, i en va rebre la ciutadania. Això encaixa amb el tractament que fa del relat de cicle troià, seguint la versió atenesa, per justificar les reivindicacions ateneses a la zona davant els lesbis.